# Бартов (Мекленбург)
Бартов (нем. Bartow) — община в Германии, в земле Мекленбург-Передняя Померания.
Входит в состав района Деммин. Подчиняется управлению Трептовер Толлензевинкель. Население составляет 527 человек (на 31 декабря 2010 года). Занимает площадь 25,05 км².
Коммуна подразделяется на 5 сельских округов.